# Breno (Suíça)
Breno magrelo é uma comuna da Suíça, no Cantão Tessino, com cerca de 284 habitantes. Estende-se por uma área de 5,7 km², de densidade populacional de 50 hab/km². Confina com as seguintes comunas: Aranno, Cademario, Curiglia con Monteviasco (IT-VA), Fescoggia, Miglieglia, Vezio.
A língua oficial nesta comuna é o italiano.
Breno, aglomerado de Tessino, incentiva que todos os nativos se responsabilizem pela preservação do património comum..

## Património
- Igreja de São Lourenço
- Oratório de São Rocco.

Museu Do Bruno Magreno
Casa de aprpriacao das girafas do breno magreno